# Trynak
Trynak (bułg. Трънак) – wieś w Bułgarii, w obwodzie Burgas, w gminie Ruen. W 2023 roku liczyła 1309 mieszkańców.